# Colorado (programma televisivo 1997)
Colorado è stato un programma televisivo a premi italiano, in onda dal 6 ottobre 1997 al 6 giugno 1998 nella fascia oraria del preserale di Rai 1.

## Il programma
Condotto da Alessandro Greco (reduce dalla prima edizione di Furore, andata in onda su Rai 2 alcuni mesi prima) con la partecipazione di Cloris Brosca nei panni della Regina della piramide, Colorado prendeva il testimone del quiz Luna Park, che era stato trasmesso per tre stagioni, dal 1994-1995 al 1996-1997. La trasmissione iniziava alle 18:50, il cast autorale della trasmissione era composto da Bruno Broccoli, Mario D'Amico e Riccardo Donna, con la consulenza artistica di Umberto Broccoli, e aveva una scenografia ambientata nel mondo dell'America precolombiana.

## Prima versione
In ogni puntata partecipavano quattro coppie di concorrenti, identificate da un colore (bianco, giallo, rosso e verde): ciascuna era composta da un genio che rispondeva a domande di cultura generale e un/una artista. Protagonista della gara era la piramide della scenografia, composta da cinquanta gradoni, che gli artisti (usati come pedine) salivano in base al punteggio ottenuto dalle risposte esatte dei geni, determinato da un sistema elettronico a due cifre che scorrevano in maniera random e presente in ognuna delle postazioni: per fermarlo era necessario prenotarsi al pulsante. Il montepremi andava a formare il valore della piramide, che compariva su un tabellone elettronico e si aggiornava in base alla posizione più alta occupata da uno degli artisti, che veniva moltiplicato per 100.000 lire.
Lo svolgimento del gioco era il seguente:
1) A ciascun genio veniva posta una domanda sul suo argomento preferito: in caso di risposta esatta, l'artista saliva il numero di gradini pari alla somma delle due cifre sul display al momento della prenotazione.
2) Il conduttore poneva ai geni domande di cultura generale. Il concorrente che, prenotandosi prima degli altri, avesse dato la risposta esatta faceva salire il suo artista il numero di gradoni pari al numero comparso sul proprio display (in questa manche da 1 a 8). Alcune caselle permettevano di guadagnare o meno delle posizioni, attraverso delle prove alle quali era chiamato a partecipare l'artista.
- Piano elevatore: permetteva all'artista di salire al piano successivo della piramide e aveva la possibilità di rispondere a una serie di tre domande su un determinato argomento: ad ogni risposta esatta saliva di un gradone.
- Botola: il concorrente scivolava ai piedi della scenografia; per non perdere il gradone guadagnato e tornare a quello precedente, l'artista doveva sostenere una prova (domande, prova artistica...); in quest'ultimo caso, per raggiungere l'obiettivo, doveva ottenere l'approvazione di una giuria.

Il genio, in caso di risposta esatta a una domanda, aveva la possibilità di giocarsi un jolly, chiamato il Colorado, che permetteva di raddoppiare il numero di gradoni da salire. In questo caso l'artista, al centro della scena, si esibiva nel suo numero, che poi era messo ai voti dalla giuria: in caso di giudizio positivo, avveniva il raddoppio.
3) Il ruba posto: era il gioco a tema musicale ed era disputato dagli artisti che, momentaneamente, lasciavano la piramide per prenderne parte al centro dello studio. Venivano proposte cinque canzoni, eseguite e cantate di volta in volta dall'orchestra. Dopo l'esecuzione, il conduttore poneva la domanda: il concorrente, per rispondere, doveva pescare da un contenitore presente davanti a sé che conteneva delle strisce di cartone dove c'erano varie opzioni di risposta: il più veloce ad aver trovato la soluzione esatta guadagnava il punto; chi, al termine del gioco, indovinava il maggior numero di risposte, saliva di dieci gradoni e aggiungeva 1.000.000 di lire al valore della piramide.
4) La grande corsa: i geni erano chiamati a rispondere a sette domande di cultura generale: il concorrente, per dare la risposta, si prenotava e, in caso di esito positivo, vedeva raddoppiato il valore della risposta, con la somma delle due cifre del suo display e che faceva salire al compagno un determinato numero. In casa di risposta sbagliata, il genio riceveva una penalità. In caso di tre errori, il concorrente veniva eliminato. I due artisti che al termine del gioco avevano raggiunto il valore dei gradoni più alti, permettevano alle proprie coppie di partecipare alla fase successiva, a patto che il suo compagno non sia stato eliminato: in questo, la coppia arrivata subito dietro guadagnava la qualificazione. Le due squadre andavano a giocare alla fase successiva con il montepremi determinato dal numero dei gradoni su cui si sono fermati i rispettivi artisti, moltiplicati per 100.000 lire.
5) La conquista: le due coppie si sedevano ai lati di un tavolo, mentre il conduttore era al centro. Le domande poste ai geni erano esclusivamente sull'argomento su cui si erano rispettivamente preparati; sul tavolo era presente un mazzo di carte, detto degli imprevisti, che influiva sul corso della gara. Si giocava su un giro di 10 domande, poste alternamente, e iniziava sempre la coppia con il montepremi più alto. Al genio era posta una domanda con più risposte da dare: in caso di soluzione esatta, la coppia guadagnava 200.000 lire e aveva la facoltà di scoprire una carta, mentre in caso di errore perdeva 200.000 lire.
Le varie opzioni della carte degli imprevisti erano:
- Più 300.000 lire: permetteva alla coppia di aggiungere tale cifra al suo montepremi.
- Più 600.000 lire: permetteva alla coppia di aggiungere tale cifra al suo montepremi.
- Meno 600.000 lire: alla coppia veniva sottratta tale cifra al suo montepremi.
- Ruba 1 domanda: la coppia "rubava" il turno della domanda a quella avversaria.
- Ruba 2 domande: la coppia "rubava" due turni di domande a quella avversaria.
- Salta un turno: la coppia perdeva un turno di domanda.
- Inverti: i montepremi delle due coppie venivano scambiati.
- Affianca: il montepremi della coppia che aveva pescato la carta veniva pareggiato con quello degli avversari.

Alla fine delle dieci domande, la squadra che aveva accumulato il montepremi più alto diventava campione e partecipava al gioco finale. Laddove si fosse verificata una situazione di parità, per determinare la coppia finalista si procedeva al sorteggio di uno di dieci tasselli colorati (cinque per ogni squadra) contenuti in un cestino; a pescare era un o una componente del corpo del ballo o il conduttore. Il tassello con il colore associato alla squadra permetteva ad essa di qualificarsi.
6) La porta d'oro: la coppia finalista si trovava davanti al tavolo dove dall'altra parte era seduta la Regina della Piramide. I concorrenti erano chiamati a scegliere una delle sei carte rosse sul tavolo, raffigurante i pianeti del Sistema Solare (Terra, Venere, Marte, Mercurio, Saturno e Giove), che rimaneva coperta. La Regina successivamente schierava sul tavolo sette carte d'oro, con le stesse figure del mazzo precedente con l'aggiunta della Luna nera. La Regina poneva ai concorrenti sette domande sotto forma di indovinelli o proverbi a cui era chiamato a rispondere di volta in volta il genio: in caso di soluzione esatta, si guadagnavano 500.000 lire e dava all'artista la possibilità di scegliere una delle carte, mentre in caso di errore il montepremi rimaneva invariato. Al termine delle domande, sul tavolo rimanevano la carta rossa e quelle d'oro scelte. La prima era la chiave per aprire la porta d'oro: se tra una di quelle d'oro ci fosse lo stesso pianeta della chiave, la coppia avrebbe conquistato il montepremi. L'artista sceglieva di volta in volta quale carta d'oro scoprire: nel caso di un altro pianeta raffigurato venivano sottratti 500.000 lire al montepremi, mentre nel caso della Luna nera il montepremi veniva dimezzato. Laddove non fosse stata trovata la chiave d'oro, la coppia non avrebbe portato a casa il montepremi e la cifra andava a formare il valore della piramide dal quale si sarebbe ripartiti la puntata successiva.
Gli ascolti stentavano a decollare, rivelandosi addirittura inferiori rispetto all'ultima edizione di Luna Park (1996-1997), per cui ci furono alcuni cambiamenti: dal 29 dicembre alla conduzione arrivò Carlo Conti, e dalla settimana successiva il titolo divenne Colorado - Due contro tutti e furono effettuate alcune modifiche ai giochi e alla scenografia.

## Seconda versione
In questa nuova versione il gioco verteva nella sfida tra due coppie di concorrenti, distinte dai colori giallo e blu. Accanto a Conti c'era il valletto Alessandro Paci.
La gara si componeva delle seguenti prove:
1) Pappa e ciccia: i componenti della squadra si posizionavano ciascuno dietro i pannelli PAPPA e CICCIA. Le domande erano poste alternamente ad entrambi e si partiva sempre da Ciccia, che alla prima domanda esordiva con Pappa e ciccia. A partire da quella successiva, il concorrente doveva rispondere al quesito posto con la risposta esatta di quello precedente, fino a quando non si completava il percorso con una domanda che aveva come risposta la stessa posta prima. Ad iniziare era sempre la squadra campione. La coppia che aveva impegnato il minor tempo possibile nel completare il gioco conquistava 500.000 lire.
2) Dietro la notizia: dietro un tabellone composto da sei pannelli (tre su un piano superiore e tre su quello inferiore), era nascosta una frase divisa in pezzi e legata all'attualità. I concorrenti erano chiamati a rispondere alle domande correlate al tema. Prenotandosi al pulsante, ognuno aveva il diritto di rispondere; era possibile farlo più di una volta, alternamente con gli avversari. La coppia che indovinava conquistava 200.000 lire e poteva scegliere quale pannello scoprire (il primo veniva sempre girato all'inizio); qualora non fossero state indovinate le domande, il conduttore aveva il diritto di girare una o più caselle per aiutare i concorrenti. Quando veniva scoperto il quarto pannello, i concorrenti avevano la possibilità di completare la frase; in caso di affermazione giusta, la coppia si aggiudicava 500.000 lire.
3) 7 CD: lo scopo di questo gioco era quello di rispondere a sette domande a tema musicale per conquistare più CD possibili. I concorrenti si prenotavano al pulsante: in caso di soluzione esatta, guadagnavano 200.000 lire e il CD, mentre in caso di errore veniva sottratta la stessa cifra al montepremi. Al termine delle domande, il conduttore premeva sui dischi conquistati dalle coppie (posti sul piano inferiore delle postazioni di gioco) che trasmettevano brevi spezzoni della canzone da indovinare. Le coppie avevano solo un'opportunità ciascuna per prenotarsi e dire il titolo esatto; chi dava la soluzione esatta conquistava 500.000 lire.
4) Il gioco dello zodiaco: su una ruota fissa composta da dodici caselle erano raffigurati i segni zodiacali. Le coppie, che giocavano una alla volta (a partire era la squadra con il montepremi più basso), scoprivano quale era il segno a cui era legato il personaggio famoso da individuare; nello schermo presente al centro della ruota compariva la luna raffigurante il segno che copriva il volto del vip, che veniva leggermente svelato. I concorrenti dovevano dare un nome per vincere 1.000.000 di lire. In caso di errore, il conduttore leggeva di volta in volta un indizio, che diminuiva la cifra in palio (800.000, 400.000 e 200.000 lire), fino a quando non lo si individuava o erano terminate le possibilità. Al termine della prova, il conduttore leggeva le previsioni astrologiche del giorno seguente fatte da Branko.
5) Due contro tutti (prima fase): le due coppie si sedevano ai lati di un tavolo dove era seduta Cloris Brosca, riconfermata in questa nuova versione ma in un ruolo diverso. Erano schierate davanti ad ogni coppia sette carte coperte su cui giocavano singolarmente, con le stesse carte usate nella Ruota d'oro, gioco finale della prima versione di Colorado (i pianeti del Sistema Solare Terra, Venere, Marte, Mercurio, Saturno e Giove, con l'aggiunta della Luna Nera). Iniziava la coppia con il montepremi più basso, che sceglieva una carta ed era chiamata a risolvere gli indovinelli posti da Cloris. In caso di risposta esatta vinceva il valore della carta, che partiva da 100.000 lire e che raddoppiava ad ogni scelta. Quando la coppia riusciva a superare il montepremi della squadra avversaria, toccava a questa giocare, partendo sempre da 100.000 lire, con lo stesso obiettivo. Quando effettuavano il contro sorpasso, la mano tornava all'altra coppia e così via. La squadra che trovava la luna nera vedeva conclusa la sua prova. La coppia avversaria aveva la facoltà di proseguire per aumentare il proprio montepremi, a patto di non trovare la Luna Nera pena perdere la cifra accumulata. In caso contrario, conquistavano il titolo di campioni, che garantiva la possibilità di tornare nella puntata successiva, e vincevano subito metà della cifra accumulata. L'altra metà confluiva nel montepremi del gioco finale.
6) Due contro tutti (seconda fase): la coppia vincitrice della puntata si trovava davanti a un tabellone di 9 caselle con il montepremi composta dalla metà della cifra raggiunta dalla squadra più un'altra composta dai montepremi non vinti nelle precedenti puntate. I due concorrenti sfidavano il pubblico da casa che telefonava per partecipare al gioco e vincere il montepremi. Il compito di entrambe le parti di individuare l'aggettivo a un sostantivo annunciato dal conduttore. La prova partiva dalla coppia in studio: in caso di risposta sbagliata la parola passava al concorrente di casa che aveva una sola possibilità; in caso di errore la palla passava di nuovo ai campioni alternamente ai concorrenti via telefono, fino a quando non veniva individuato l'aggettivo. Chi indovinava aveva la possibilità di scoprire la casella vincente, che trovata, permetteva di vincere il montepremi; in caso contrario si procede con un nuovo sostantivo fino al termine della puntata. In caso di mancata vincita il montepremi formava o si aggiungeva a quello in palio nella puntata successiva.
Le modifiche apportate da Carlo Conti al programma fecero risalire gli ascolti (da una media del 16% di share passò al 20-21%) e gettarono le basi a In bocca al lupo!, programma che dalla stagione successiva prese il suo posto e che al contrario riscosse sin da subito un buon consenso di pubblico, riuscendo a battere la concorrenza di Canale 5.

## Ascolti TV
| Puntata          | Telespettatori | Share  |
| ---------------- | -------------- | ------ |
| 6 ottobre 1997   | 3.409.000      | 21,12% |
| 9 ottobre 1997   | 2.607.000      | 16,70% |
| 27 ottobre 1997  | 3.482.000      | 17,81% |
| 20 novembre 1997 | 3.441.000      | 17,21% |
| 29 gennaio 1998  | 3.425.000      | 17,55% |